# Domegge di Cadore
Domegge di Cadore est une commune italienne de la province de Belluno, dans la région Vénétie.

## Administration
| Période                                  | Période | Identité | Étiquette | Qualité |
| ---------------------------------------- | ------- | -------- | --------- | ------- |
|                                          |         |          |           |         |
| Les données manquantes sont à compléter. |         |          |           |         |

### Hameaux
Vallesella di Cadore, Grea di Cadore

### Communes limitrophes
Auronzo di Cadore, Calalzo di Cadore, Cimolais, Forni di Sopra, Lorenzago di Cadore, Lozzo di Cadore, Pieve di Cadore

## Personnalités
- Sergio Storel (1926-2017) , peintre, poète et sculpteur italien, né à Domegge di Cadore.

## Honneur
L'astéroïde (18883) Domegge porte son nom.